# Ronnie Sundin
Ronnie Karl Sundin (Ludvika, 3 ottobre 1970) è un ex hockeista su ghiaccio svedese.

## Palmarès

### Olimpiadi
- Oro a Torino 2006.

### Mondiali
- Oro a Riga 2006.
- Argento a Finlandia 1997.
- Argento a Finlandia 2003.
- Argento a Repubblica Ceca 2004.
- Bronzo a Svezia 2002.